# Подпеч (община Добреполе)
Вижте пояснителната страница за други значения на Подпеч.
Подпеч (на словенски: Podpeč) е село в Словения, регион Средна Словения, община Добреполе. Според Националната статистическа служба на Република Словения през 2015 г. селото има 142 жители.